# 449 v. Chr.
Portal Geschichte | Portal Biografien | Aktuelle Ereignisse | Jahreskalender | Tagesartikel

◄ |
6. Jahrhundert v. Chr. |
5. Jahrhundert v. Chr. |
4. Jahrhundert v. Chr. |
►

◄ | 460er v. Chr. | 450er v. Chr. | 440er v. Chr. | 430er v. Chr. |
420er v. Chr. |
►

◄◄ | ◄ | 452 v. Chr. | 451 v. Chr. | 450 v. Chr. | 449 v. Chr. |
448 v. Chr. |
447 v. Chr. |
446 v. Chr. |
► |
►►

## Ereignisse

### Politik und Weltgeschehen
- um 449 v. Chr.: Kallias II. handelt mit Großkönig Artaxerxes I. einen Frieden zwischen dem Attischen Seebund und dem Achämenidenreich aus. Der Kalliasfrieden, der ein vorläufiges Ende der Perserkriege bedeutet, wird von manchen Historikern allerdings in Zweifel gezogen.

### Kultur
- um 449 v. Chr.: Die Tragödie Aias von Sophokles hat ihre Uraufführung.

## Gestorben
- Kimon, athenischer Feldherr und Politiker